# Dreiflossen-Schleimfische
Die Dreiflossen-Schleimfische oder Spitzkopf-Schleimfische (Tripterygiidae) leben im küstennahen Flachwasser, in tropischen und gemäßigten Regionen des Atlantik, des Indischen Ozeans und des Pazifik, sowie im Mittelmeer. Verbreitungsschwerpunkt ist der Indopazifik, im Atlantik kommen nur relativ wenige Arten vor. Eine Art lebt in Neuseeland in Süßgewässern. 

## Merkmale
Dreiflossen-Schleimfische sind kleine, meist zwei bis fünf Zentimeter lange Bodenbewohner. Die größte Art erreicht eine Länge von 15 Zentimeter. Die Fische haben drei getrennte Rückenflossen, von denen die beiden ersten hartstrahlig sind und die hintere mindestens sieben Weichstrahlen hat. Die Anzahl der Weichstrahlen ist aber immer kleiner als die der Hartstrahlen in den beiden vorderen Rückenflosse. Die Bauchflossen sind kehlständig. Ihr Körper ist von mittelgroßen Schuppen bedeckt, meist sind es Ctenoidschuppen. Der Kopf kann auch unbeschuppt sein.

## Systematik
Es gibt etwa 180 Arten in 30 Gattungen und zwei Unterfamilien:
- Unterfamilie Notoclininae; seitlich abgeflachter Körper, nur 10 bis 12 Brustflossenstrahlen, Basis der zweiten Rückenflosse kürzer als die der dritten.[1]
  - Brachynectes Scott, 1957
    - Brachynectes fasciatus Scott, 1957

  - Notoclinus Gill, 1893
    - Notoclinus compressus (Hutton, 1872)
    - Notoclinus fenestratus (Forster, 1801)
- Unterfamilie Tripterygiinae
  - Tribus Trianectini; 10 oder 11 Rumpfwirbel, abgeflachter Körper, mehr als 14 Brustflossenstrahlen, Basis der zweiten Rückenflosse länger als die der dritten.[1]
    - Acanthanectes Holleman & Buxton, 1993
      - Acanthanectes hystrix Holleman & Buxton, 1993
      - Acanthanectes rufus Holleman & Buxton, 1993

    - Apopterygion Kuiter, 1986
      - Apopterygion alta Kuiter, 1986
      - Apopterygion oculus Fricke & Roberts, 1994

    - Gilloblennius Whitley & Phillipps, 1939
      - Gilloblennius abditus Hardy, 1986
      - Gilloblennius tripennis (Forster, 1801)

    - Ruanoho Hardy, 1986Ruanoho whero

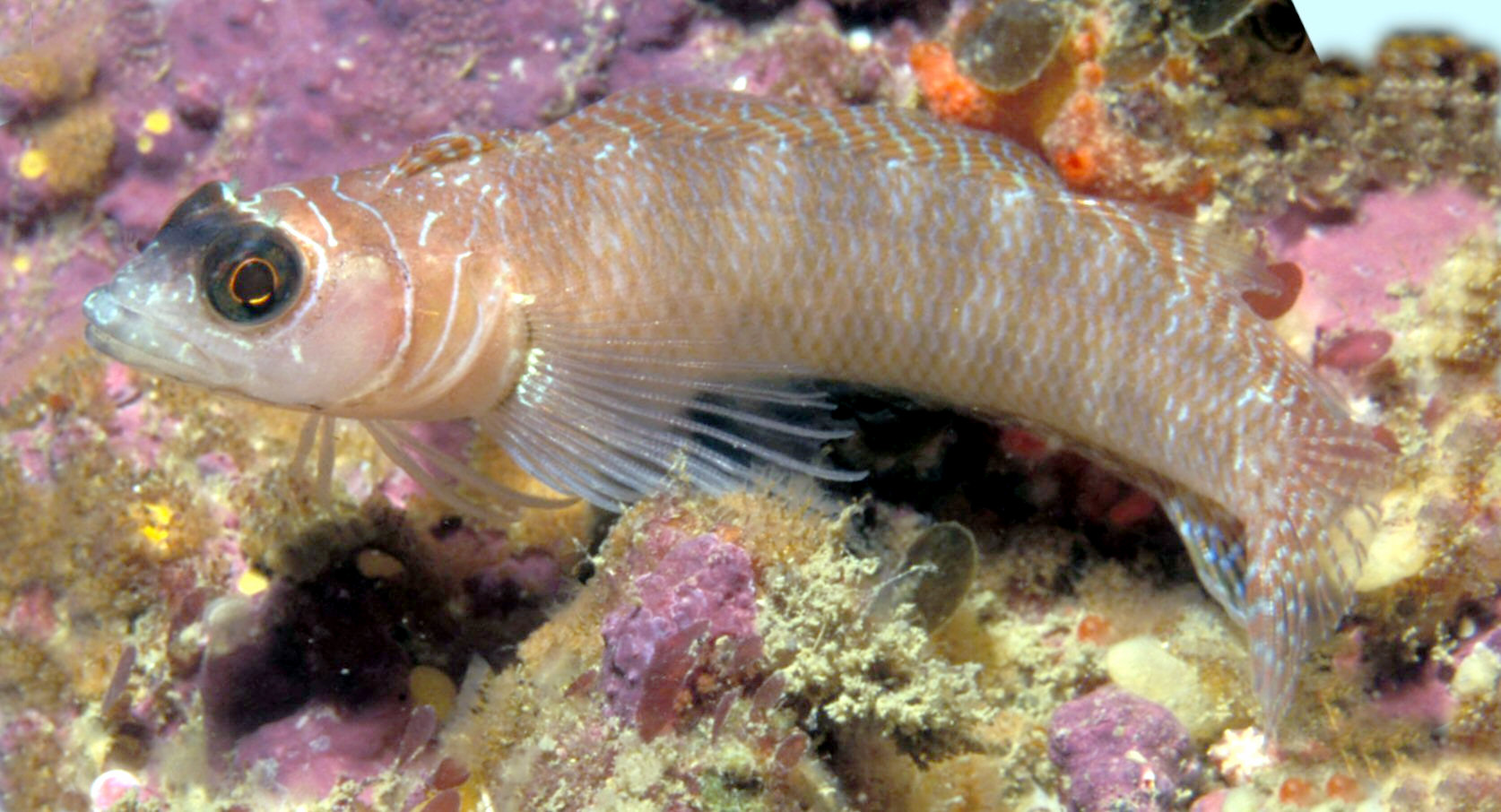
Ruanoho whero

      - Ruanoho decemdigitatus (Clarke, 1879)
      - Ruanoho whero Hardy, 1986

    - Trianectes McCulloch & Waite, 1918
      - Trianectes bucephalus McCulloch & Waite, 1918

  - Tribus Norfolkiini; stark beschuppter Kopf, mehr als 12 Rumpfwirbel, vollständige Seitenlinie, Kammschuppen auf dem Rumpf.[1]
    - Cremnochorites Holleman, 1982
      - Cremnochorites capensis (Gilchrist & Thompson, 1908)

    - Lepidonectes Bussing, 1991
      - Lepidonectes bimaculata Allen & Robertson, 1992
      - Lepidonectes clarkhubbsi Bussing, 1991
      - Lepidonectes corallicola (Kendall & Radcliffe, 1912)

    - Norfolkia Fowler, 1953Norfolkia squamiceps

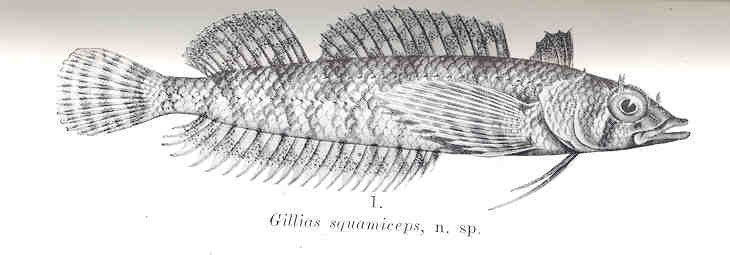
Norfolkia squamiceps

      - Norfolkia brachylepis (Schultz, 1960)
      - Norfolkia leeuwin Fricke, 1994
      - Norfolkia squamiceps (McCulloch & Waite, 1916)
      - Norfolkia thomasi Whitley, 1964

    - Trinorfolkia Fricke, 1994
      - Trinorfolkia clarkei (Morton, 1888)
      - Trinorfolkia cristata (Kuiter, 1986)
      - Trinorfolkia incisa (Kuiter, 1986)

  - Tribus Tripterygiini; 3 Hartstrahlen in der ersten Rückenflosse, unbeschuppter Kopf oder reduzierte Kopfbeschuppung, mehr als 12 Rumpfwirbel, vollständige Seitenlinie, Kammschuppen auf dem Rumpf.[2]
    - Axoclinus Fowler, 1944
      - Axoclinus cocoensis Bussing, 1991
      - Axoclinus lucillae Fowler, 1944
      - Axoclinus multicinctus Allen & Robertson, 1992
      - Axoclinus nigricaudus (Fricke, 1997)
      - Axoclinus rubinoffi Allen & Robertson, 1992

    - Ceratobregma Holleman, 1987
      - Ceratobregma acanthops (Whitley, 1964)
      - Ceratobregma helenae Holleman, 1987

    - Crocodilichthys Allen & Robertson, 1991
      - Crocodilichthys gracilis Allen & Robertson, 1991

    - Enneanectes Jordan & Evermann in Jordan, 1895Enneanectes altivelis

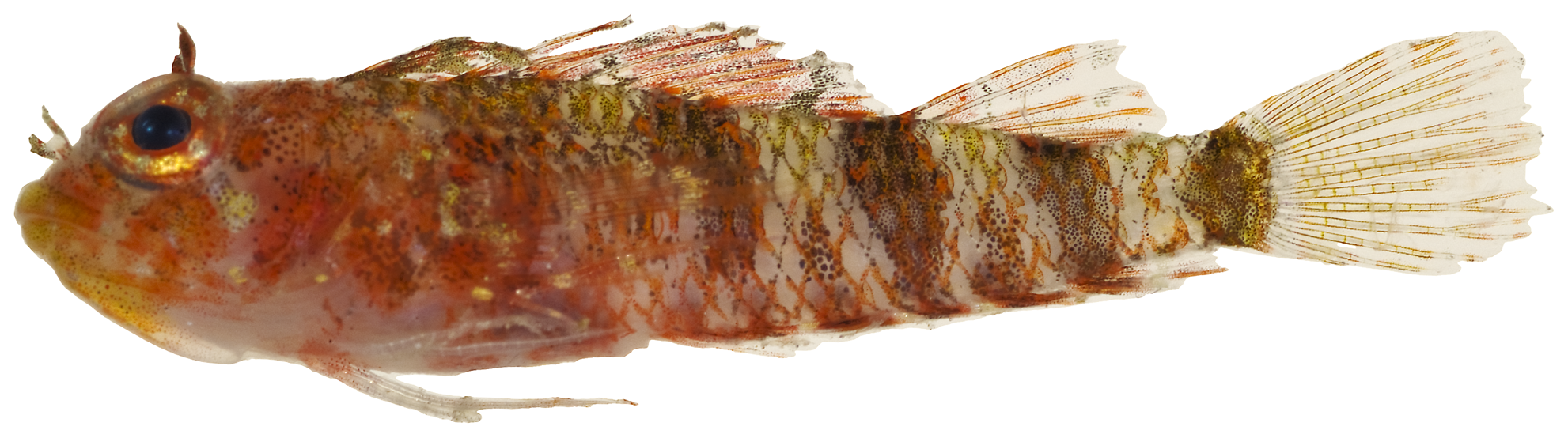
Enneanectes altivelis

      - Enneanectes altivelis Rosenblatt, 1960
      - Enneanectes atrorus Rosenblatt, 1960
      - Enneanectes boehlkei Rosenblatt, 1960
      - Enneanectes carminalis (Jordan & Gilbert, 1882)
      - Enneanectes deloachorum Victor, 2013
      - Enneanectes exsul Rosenblatt et al., 2013
      - Enneanectes flavus Victor, 2019
      - Enneanectes glendae Rosenblatt et al., 2013
      - Enneanectes macrops Rosenblatt et al., 2013
      - Enneanectes matador Victor, 2013
      - Enneanectes pectoralis (Fowler, 1941)
      - Enneanectes quadra Victor, 2017
      - Enneanectes reticulatus Allen & Robertson, 1991
      - Enneanectes smithi Lubbock & Edwards, 1981.
      - Enneanectes wilki Victor, 2013

    - Enneapterygius Rüppell, 1835 (etwa 60 Arten)Enneapterygius etheostomus
    - Springerichthys Shen, 1994

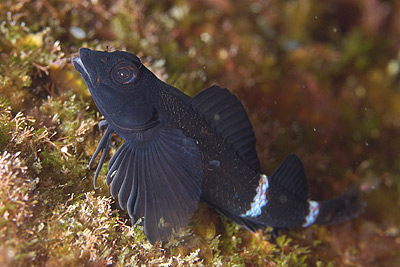
Enneapterygius etheostomus

      - Springerichthys bapturus (Jordan & Snyder, 1902)
      - Springerichthys kulbickii (Fricke & Randall, 1994)

    - Tripterygion Risso, 1827Tripterygion melanurus

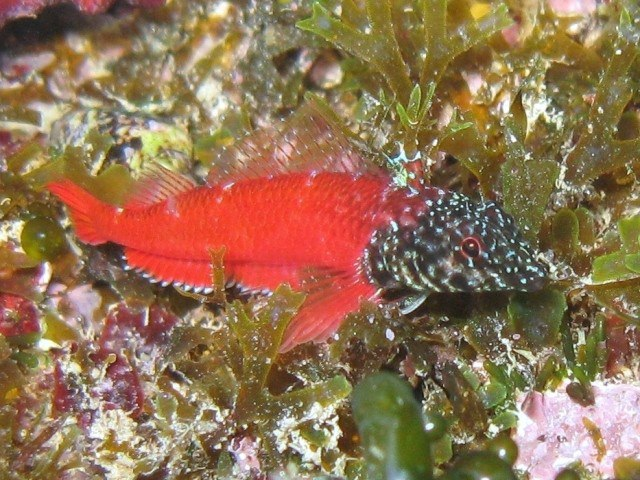
Tripterygion melanurus

      - Tripterygion delaisi Cadenat & Blache, 1970
      - Tripterygion melanurus Guichenot, 1850
      - Tripterygion tartessicum Carreras-Carbonell, Pascual & Macpherson, 2007
      - Tripterygion tripteronotum (Risso, 1810)

  - Tribus Forsterygiini; vier oder mehr Hartstrahlen in der ersten Rückenflosse, unbeschuppter Kopf, keine Hauttentakeln über den Augen, mehr als 12 Rumpfwirbel, vollständige Seitenlinie, Kammschuppen auf dem Rumpf.[2]Forsterygion flavonigrum
    - Forsterygion Whitley & Phillipps, 1939
      - Forsterygion capito

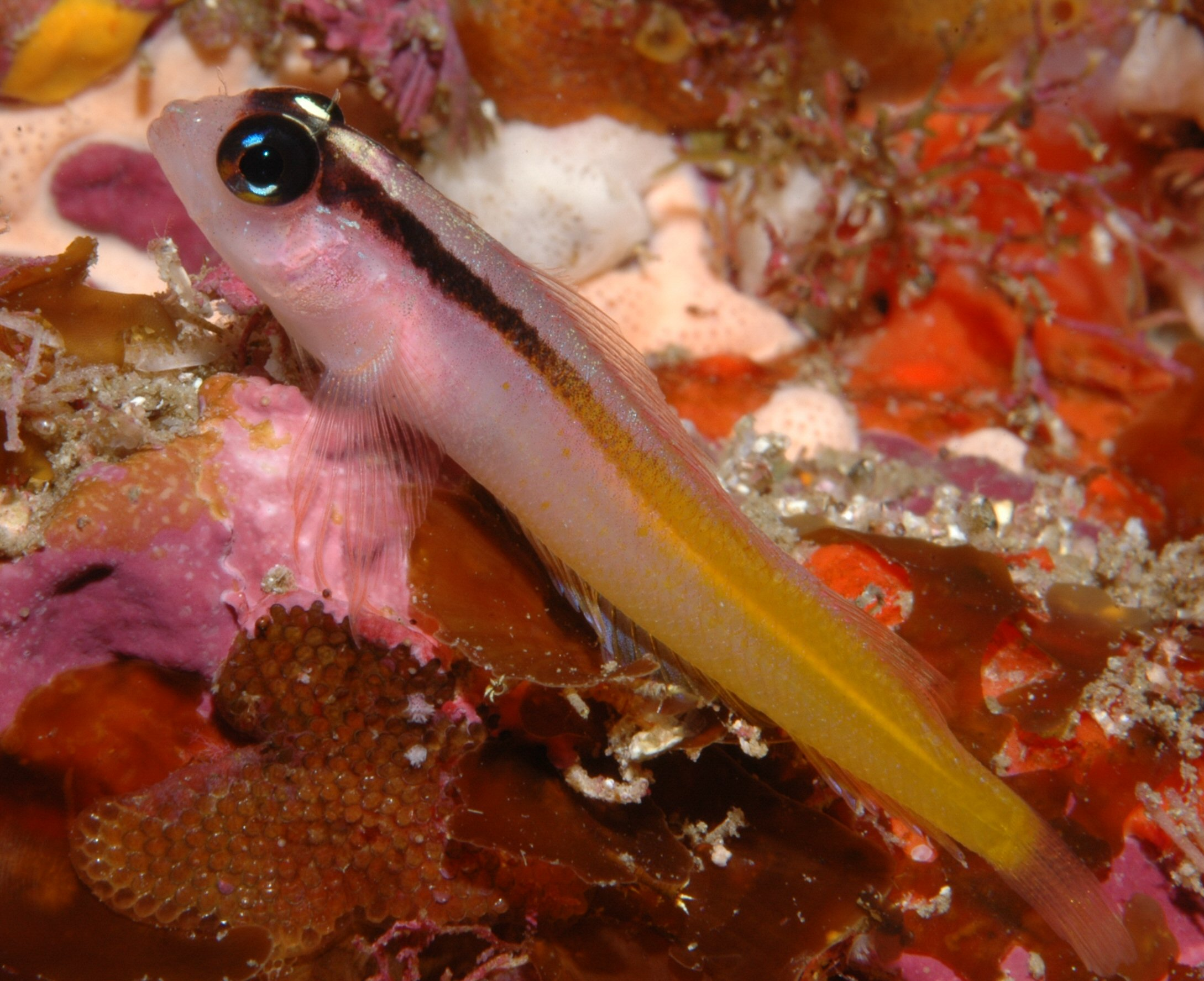
Forsterygion flavonigrum

      - Forsterygion flavonigrum Fricke & Roberts, 1994
      - Forsterygion gymnotum
      - Forsterygion lapillum Hardy, 1989 Forsterygion lapillum, endemische Fischart in Neuseeland

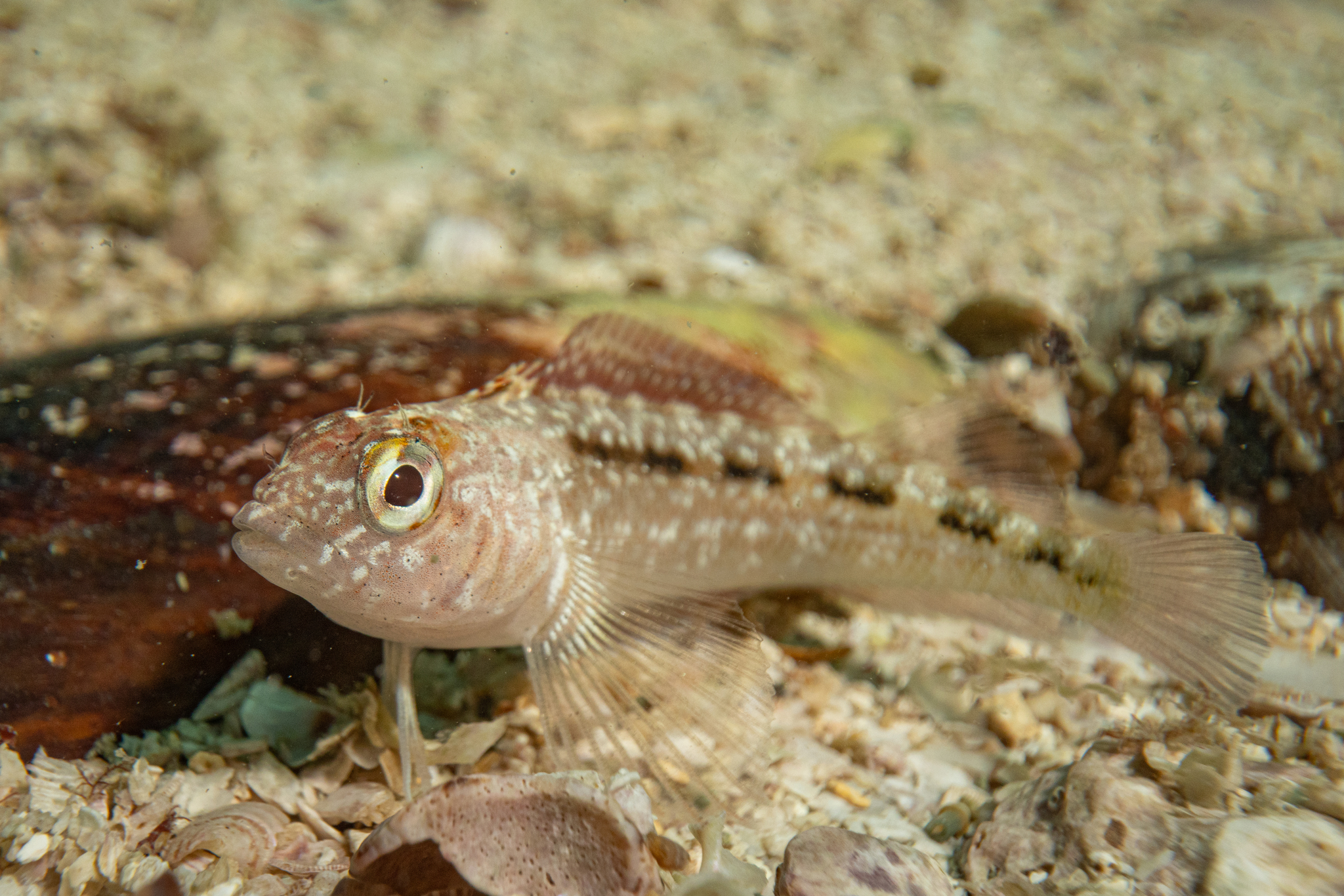
Forsterygion lapillum, endemische Fischart in Neuseeland

      - Forsterygion malcolmi Hardy, 1987
      - Forsterygion maryannae (Hardy, 1987)
      - Forsterygion nigripenne
      - Forsterygion varium (Forster, 1801)

    - Matanui Jawad & Clements, 2004
      - Matanui bathytaton (Hardy, 1989)
      - Matanui profundum (Fricke & Roberts, 1994)

    - Notoclinops Whitley, 1930Notoclinops segmentatus

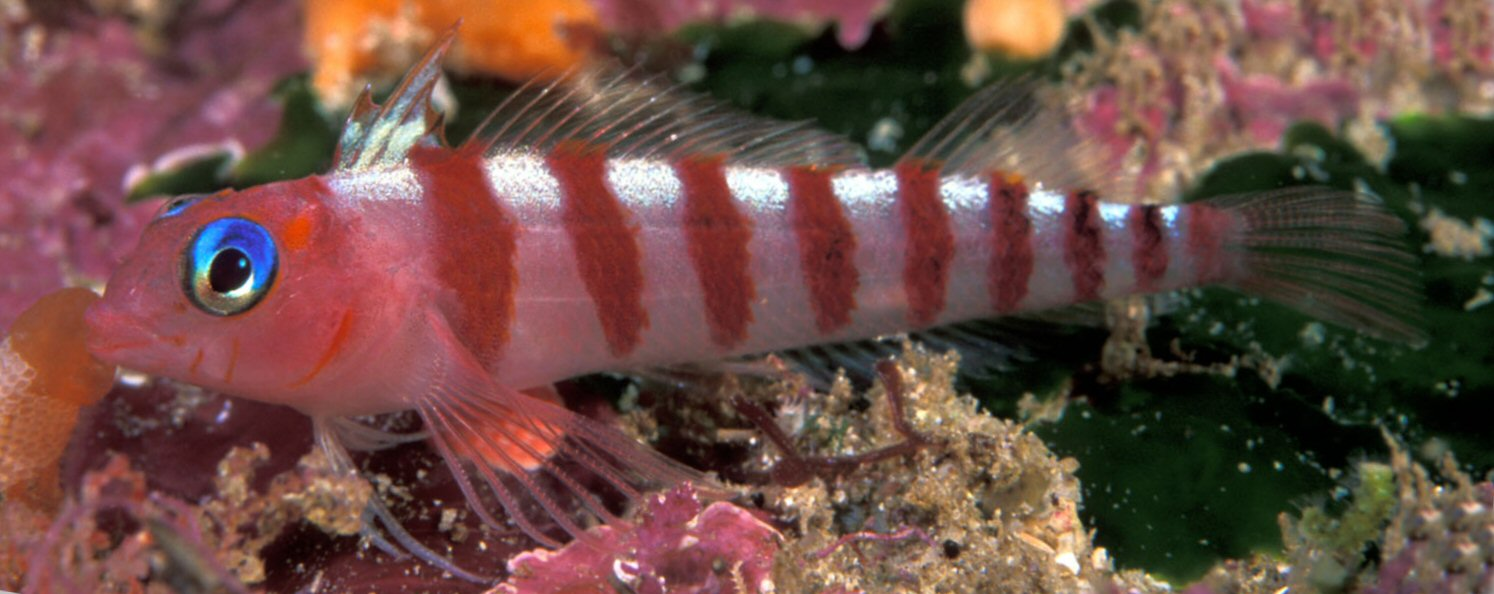
Notoclinops segmentatus

      - Notoclinops caerulepunctus Hardy, 1989
      - Notoclinops segmentatus (McCulloch & Phillipps, 1923)
      - Notoclinops yaldwyni Hardy, 1987

  - Tribus Karalepini; stark beschuppter Kopf, Hauttentakeln über den Augen, vollständige Seitenlinie.[2]
    - Helcogrammoides Rosenblatt in Gon & Heemstra, 1990
      - Helcogrammoides antarcticus (Tomo, 1981)
      - Helcogrammoides chilensis (Cancino, 1960)
      - Helcogrammoides cunninghami (Smitt, 1898)

    - Karalepis Hardy, 1984
      - Karalepis stewarti Hardy, 1984

  - Tribus Helcogrammini; 3 Hartstrahlen in der ersten Rückenflosse, oft reduzierte Seitenlinie, Rundschuppen auf dem Rumpf, Kopf und Bauch schuppenlos, keine Hauttentakeln über den Augen.[3]
    - Helcogramma McCulloch & Waite, 1918 (etwa 40 Arten)Helcogramma gymnauchen

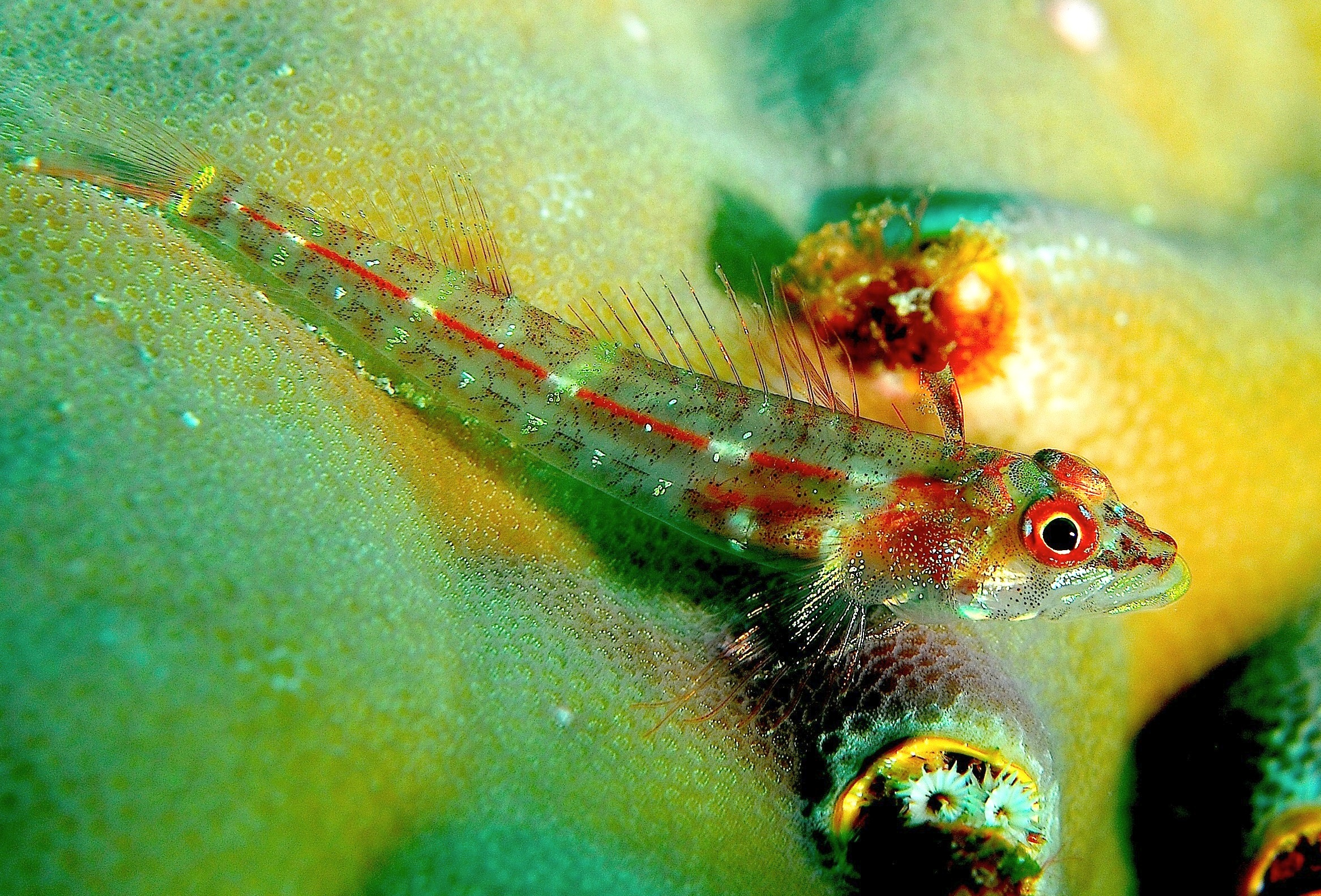
Helcogramma gymnauchen

    - Lepidoblennius Steindachner, 1867Lepidoblennius marmoratus

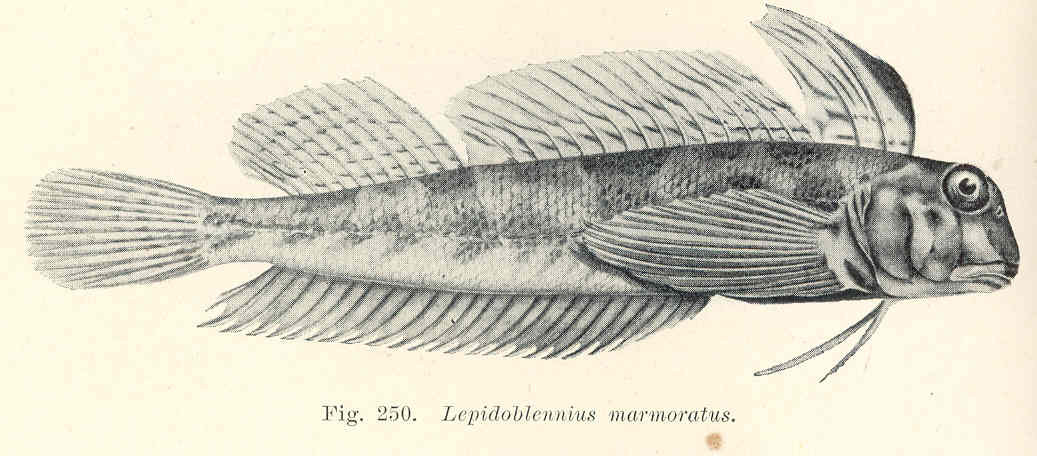
Lepidoblennius marmoratus

      - Lepidoblennius haplodactylus Steindachner, 1867
      - Lepidoblennius marmoratus (Macleay, 1878)

    - Ucla Holleman, 1993
      - Ucla xenogrammus Holleman, 1993

  - Tribus Blennodontini; 4 Hartstrahlen in der ersten Rückenflosse, reduzierte Seitenlinie, Rundschuppen auf dem Rumpf, Kopf und Bauch schuppenlos, keine Hauttentakeln über den Augen.[3]
    - Bellapiscis Hardy, 1987
      - Bellapiscis lesleyae Hardy, 1987.
      - Bellapiscis medius (Günther, 1861).

    - Blennodon Hardy, 1987
      - Blennodon dorsale (Clarke, 1879)

    - Cryptichthys Hardy, 1987
      - Cryptichthys jojettae Hardy, 1987